# Guido Kratschmer
Guido Kratschmer, född den 10 januari 1953 i Großheubach, Bayern, är en västtysk friidrottare inom mångkamp.
Han tog OS-silver i tiokamp vid friidrottstävlingarna 1976 i Montréal. 